# Андеркат

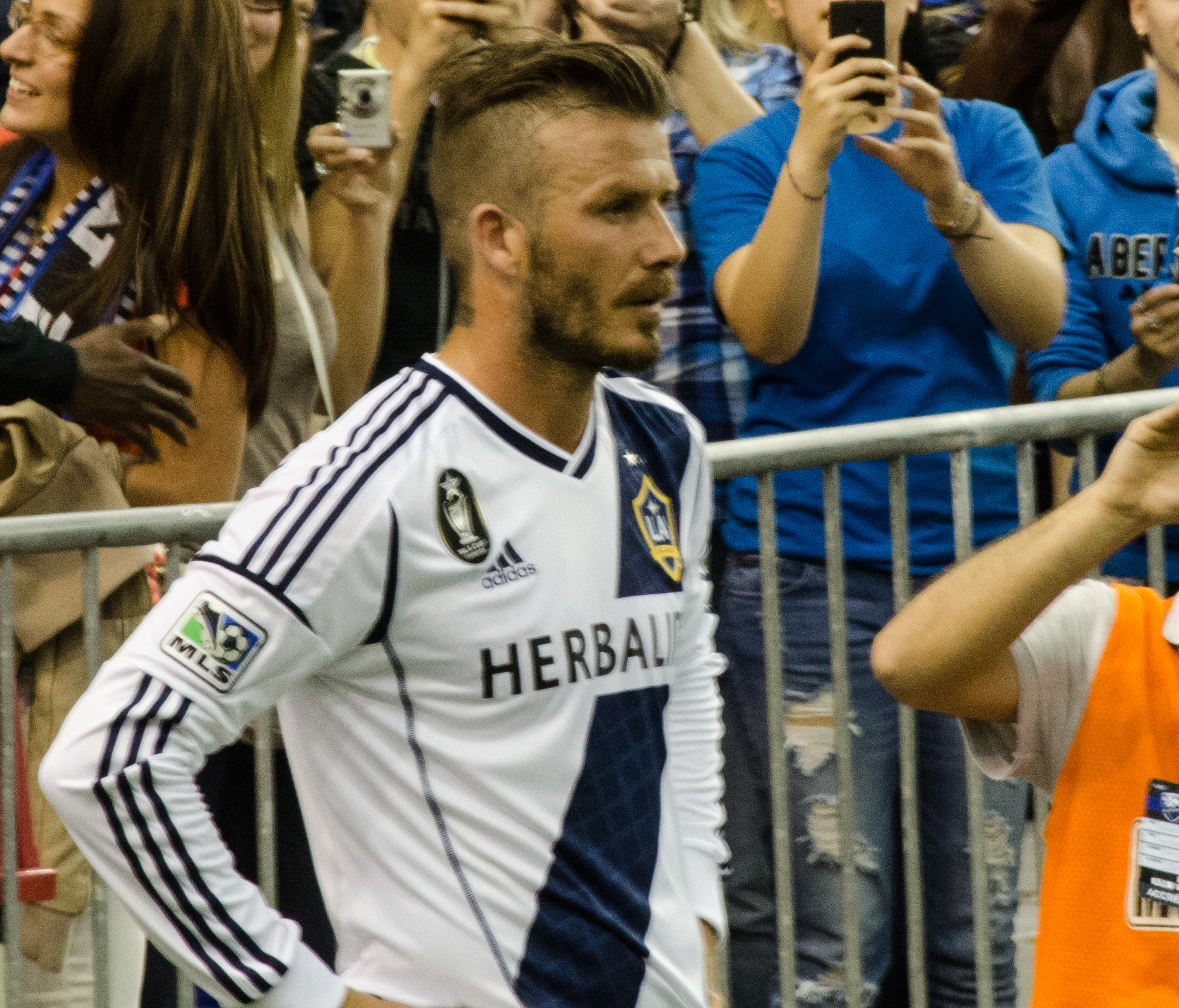
Девід Бекхем із зачіскою андеркат

Андеркат  (від англ. under – під, cut – різати, стригти) – це вид чоловічої зачіски, яка створює різкий контраст, волосся боків та потилиці відокремлюється від волосся зверху.  Волосся з боків і на потилиці в андеркат стрижуть за допомогою машинки та з дуже маленькою насадкою.  Верхня частина підстригається тільки ножицями, а довжина волосся на верхній частині варіюється від 5 см, хоча довжина волосся нагорі може бути будь-якою .
Дослівно undercut перекладається з англійської як «підріз» або «зрізаний низ».   Основна частина цієї зачіски є коротким волоссям довжиною один-два сантиметри, на які ніби накладаються, звисаючи, більш довгі пасма  з верхівки.  Подовжена частина зачіски накриває собою поголені скроні та потилицю, плавний перехід в зачісці відсутній
.
Вперше ця зачіска отримала популярність у Великій Британії в шістдесяті роки минулого століття і з тих пір раз у раз входила в моду. Сьогодні ця зачіска знову здобула собі популярність серед молоді, оскільки виглядає оригінально, стильно та сучасно.
Незважаючи на свою універсальність, деяким чоловікам вона підходить більше, ніж решті.  Вона виглядає особливо стильно і витончено на густому і прямому волоссі.
Власникам жорсткого і кучерявого волосся кожен день доведеться надавати зачісці форму за допомогою косметичних засобів.  Але це не проблема, адже за підсумком ви будете володарем модного стильного образу.  Можливі різні варіації зачіски залежно від довжини волосся на скронях, потилиці та маківці – оптимальну довжину підбирають, виходячи з індивідуальних параметрів: особливостей волосся, контуру обличчя, статури .